# US Open 2014 (golf)
Het US Open 2014 is de 114de editie van het US Open dat plaats zal vinden op de "No. 2 Course" van de Pinehurst Resort in Pinehurst, North Carolina. Het toernooi zal starten op 12 juni en eindigt op 15 juni. Het toernooi maakt deel uit van de PGA Tour, de Europese Tour en de Japan Golf Tour.
Titelverdediger is de Engelsman Justin Rose, hij won in 2013 met 281 slagen (1 slag boven par).
Een week later wordt het US Women's Open op dezelfde baan gespeeld, dat is de eerste keer dat dit gebeurt.

## Verslag
De par van de golfbaan (No. 2 Course) is 70. Het is daar 6 uur eerder dan

### Ronde 1
De score van Joost Luiten was level par. Kevin Na en Graeme McDowell kwamen met -2 binnen en gingen aan de leiding, terwijl Paul Casey ook op -2 stond maar nog twee holes moest spelen. Zij speelden allen in de ochtendronde.  Nicolas Colsaerts kwam enkele uren later binnen met een score van +2, en Martin Kaymer nam de leiding over.
Bij de latere starters waren ook twee spelers die -2 scoorden, de Koreaanse Amerikaan Kevin Na en de Zuid-Afrikaan Brendon de Jonge. De 16de plaats deelde Luiten met Phil Mickelson en 19 andere spelers. Casey eindigde met een dubbelbogey en zakte naar de 56ste plaats.

### Ronde 2
Martin Kaymer had weer de beste dagronde en ging ronde 3 in met een voorsprong van 7 slagen op nummer 2, Brendon Todd.  
Luiten miste de cut met 1 slag en Colsaerts met 2 slagen. Van de twee amateurs heeft alleen Matthew Fitzpatrick de cut gehaald.

### Ronde 3
Dankzij zijn enorme voorsprong bleef Kaymer aan de leiding, hoewel hij twee slagen inleverde. Rickie Fowler en Erik Compton waren de enige twee spelers die onder par speelden, hetgeen beloond werd met een 2de plaats.

### Ronde 4
Martin Kaymer bleef de nummer 1 en Rickie Fowler en Erik Compton bleven de nummer 2. Amateur Matthew Fitspatrick eindigde na een ronde van -1 in de top-50.
- Score

| Naam                     | R2D | OWGR | Fedex | Score R1 | Score R1 | Nr  | Score R2 | Score R2 | Totaal | Nr  | Score R3 | Score R3 | Totaal | Nr  | Score R4 | Score R4 | Totaal | Nr  |
| ------------------------ | --- | ---- | ----- | -------- | -------- | --- | -------- | -------- | ------ | --- | -------- | -------- | ------ | --- | -------- | -------- | ------ | --- |
| Martin Kaymer            | 46  | 28   | 24    | 65       | -5       | 1   | 65       | -5       | -10    | 1   | 72       | +2       | -8     | 1   | 69       | -1       | -9     | 1   |
| Rickie Fowler            | =   | 39   | 49    | 70       | par      | T17 | 70       | par      | par    | T15 | 67       | -3       | -3     | T2  | 72       | +2       | -1     | T2  |
| Erik Compton             | =   | 187  | 84    | 72       | +2       | T51 | 68       | -2       | par    | T15 | 67       | -3       | -3     | T2  | 72       | +2       | -1     | T2  |
| Kevin Na                 | =   | 196  | 40    | 68       | -2       | 2   | 69       | -1       | -3     | T3  | 73       | +3       | par    | T7  | 73       | +3       | +3     | T12 |
| Brendon Todd             | =   | 55   | 9     | 69       | -1       | T3  | 67       | -3       | -4     | 2   | 79       | +9       | +5     | T30 | 69       | -1       | +4     | T17 |
| Brendon de Jonge         | 43  | 80   | 79    | 68       | -2       | T2  | 70       | par      | -2     | T5  | 73       | +3       | +1     | T10 | 76       | +6       | +7     | T28 |
| Graeme McDowell          | 39  | 22   | 52    | 68       | -2       | T2  | 74       | +4       | +2     | T27 | 75       | +5       | +7     | T42 | 70       | par      | +7     | T31 |
| Matthew Fitzpatrick (Am) | =   | =    | =     | 71       | +1       | T37 | 73       | +3       | +4     | T51 | 78       | +8       | +12    | T62 | 69       | -1       | +11    | T48 |
| Fran Quinn               | =   | 1514 | 0     | 68       | -2       | T2  | 74       | +4       | +2     | T27 | 79       | +9       | +11    | T57 | 73       | +3       | +14    | T57 |
| Paul Casey               | 123 | 82   | =     | 70       | par      | T56 | 75       | +5       | +5     | T60 | 74       | +4       | +9     | T51 | 75       | +5       | +14    | T57 |
| Joost Luiten             | 12  | 42   | =     | 70       | par      | T16 | 76       | +6       | +6     | MC  |          |          |        |     |          |          |        |     |
| Nicolas Colsaerts        | 87  | 130  | 186   | 72       | +2       | T56 | 75       | +5       | +7     | MC  |          |          |        |     |          |          |        |     |

| Leider |  | Toernooirecord |  | R2D |  | OWGR |  | Fedex = USPGA ranking |  | MC = missed cut = cut gemist |

## Spelers
Een aantal spelers hebben zich voor deelname gekwalificeerd door hun positie op de wereldranglijst of de Amerikaanse Order of Merit of door het winnen van bepaalde toernooien. Ook de top-10 van het US Open van 2013 mag meedoen. Drievoudig winnaar Tiger Woods werd aan zijn rug geopereerd en doet niet mee. Garrick Porteous mocht als winnaar van het Brits Amateur in 2013 meedoen op voorwaarde dat hij nog amateur was, maar hij werd na de Masters van 2014 professional.
| - Thomas Bjørn - Jonas Blixt - Keegan Bradley - Roberto Castro - Stewart Cink - Darren Clarke - Nicolas Colsaerts - Jason Day - Graham DeLaet - Luke Donald - Jamie Donaldson - Victor Dubuisson - Jason Dufner - Harris English - Matt Every - Ricardo Fz Castaño - Rickie Fowler - Jim Furyk - Stephen Gallacher - Sergio García - Bill Haas | - Russell Henley - Billy Horschel - Thongchai Jaidee - Miguel Ángel Jiménez - Dustin Johnson - Zach Johnson - Matt Jones - Brendon de Jonge - Martin Kaymer - Chris Kirk - Matt Kuchar - Pablo Larrazábal - Joost Luiten - Hunter Mahan - Hideki Matsuyama - Phil Mickelson - Francesco Molinari - Ryan Moore - Kevin Na - Louis Oosthuizen - Ryan Palmer | - Kenny Perry - D.A. Points - Ian Poulter - Patrick Reed - Charl Schwartzel - Adam Scott - John Senden - Brandt Snedeker - Jordan Spieth - Kevin Stadler - Henrik Stenson - Richard Sterne - Kevin Streelman - Steve Stricker - Brendon Todd - Jimmy Walker - Nick Watney - Bubba Watson - Boo Weekley - Lee Westwood - Gary Woodland - Y.E. Yang | Amateurs - Matthew Fitzpatrick - Oliver Goss Voormalige winnaars - Justin Rose (2013) - Webb Simpson (2012) - Rory McIlroy (2011) - Graeme McDowell (2010) - Lucas Glover (2009) - Ángel Cabrera (2007) - Geoff Ogilvy (2006) - Retief Goosen (2001, 2004) - Jim Furyk (2003) - Ernie Els (1994, 1997) |

### Kwalificatietoernooien
In Japan, Europa en Amerika werden kwalificatietoernooien gehouden. Shane Lowry won met -8 het Europese kwalificatietoernooi op Walton Heath. In Amerika werden 10 toernooien gespeeld door 750 spelers voor 54 plaatsen. De volgende spelers zich geplaatst:
| in Amerika - Steven Alker - Robert Allenby - Aaron Baddeley - Daniel Berger - Zac Blair - Ryan Blaum - Anthony Broussard - Brian Campbell (Am) - Paul Casey - Alex Čejka - Chad Collins - Erik Compton - Donald Constable - Matt Dobyns - Ken Duke - Andres Echavarria - Bobby Gates - David Gossett - Cody Gribble - Will Grimmer (Am) - Luke Guthrie | - J.B. Holmes - Billy Hurley III - Smylie Kaufman (Am) - Hyung-sung Kim - Kevin Kisner - Justin Leonard - Nicholas Lindheim - Jeff Maggert - Nicholas Mason - Maverick McNealy WAGR 458 - Jason Millard - Seung-yul Noh - Henrik Norlander - Joe Ogilvie - Rob Oppenheim - Rod Pampling - Aron Price - Fran Quinn - Clayton Rask - Jim Renner - Robby Shelton WAGR 7 | - Brett Stegmaier - Hunter Stewart (Am) - Brian Stuard - Kevin Sutherland - Hudson Swafford - Justin Thomas - Chris Thompson - David Toms - Kevin Tway - Bo Van Pelt - Brady Watt - Cory Whitsett (Am) - Mark Wilson - Casey Wittenberg in Japan - Kyoung-hoon Lee - Wen-Chong Liang - Kiyoshi Miyazato - David Oh - Toru Taniguchi - Azuma Yano | in Europa - Lucas Bjerregaard - Chris Doak - Niclas Fasth - Oliver Fisher - Simon Griffiths - Shiv Kapur - Maximilian Kieffer - Brooks Koepka - Tom Lewis - Shane Lowry - Morten Ørum Madsen - Garth Mulroy - Andrea Pavan - Marcel Siem - Graeme Storm - Danny Willett |

Zeven amateurs hebben zich voor het US Open gekwalificeerd. Achter hun naam staat (Am) of de ranking van de wereldranglijst (WAGR).
De jongste amateur is Will Grimmer (1997) , die in april 17 jaar werd. Hij won in 2013 het Ohio Junior Championship op Pinehurst mede door er een ronde van 59 te scoren. Een week later won hij het Southern Ohio Junior PGA Section Championship.  

Brian Campbell (1997) werd in maart 17 jaar. Hij studeert nog aan de Univerity of Illinois. In 2013 won hij The Macdonald Cup met een score van -13. 

De 18-jarige Maverick McNealy (1995), zoon van Scott McNeally, mede-oprichter van Sun Microsystems , kwalificeerde zich met een ronde van 67 op Lake Merced en een ronde van 69 de Ocean Course van de Olympic Club. Hij is eertsejaars student op Stanford. 

Hunter Stewart (1993) is 21 jaar en won in 2013 het Players Amateur en de Samford Intercollegiate .

Robby Shelton is eerstejaars in Alabama. Hij won in 2012 het Junior Players Championship en het Junior PGA Championship en was lid van het US Junior Ryder Cup team. Hij won 3x het Alabama Amateur (Brady Watt is de enige die dat Amateur 4x won, hij is nu professional). Hij staat nummer 7 op de wereldranglijst. 

Cory Whitsett studeert sinds 2011 in Alabama. In 2013 speelde hij de Walker Cup.

Smylie Kaufman (1991) studeerde aan de Louisiana State University en won in 2011 het Alabama Amateur. Hij kwalificeerde zich op Pinehurst, net als Henrik Norlander. 

De 19-jarige Matt Fitzpatrick won het US Amateur en speelt hier zijn laatste toernooi als amateur.
1895 ·
1896 ·
1897 ·
1898 ·
1899 ·
1900 ·
1901 ·
1902 ·
1903 ·
1904 ·
1905 ·
1906 ·
1907 ·
1908 ·
1909 ·
1910 ·
1911 ·
1912 ·
1913 ·
1914 ·
1915 ·
1916 ·
1917 · 
1918 · 
1919 ·
1920 ·
1921 ·
1922 ·
1923 ·
1924 ·
1925 ·
1926 ·
1927 ·
1928 ·
1929 ·
1930 ·
1931 ·
1932 ·
1933 ·
1934 ·
1935 ·
1936 ·
1937 ·
1938 ·
1939 ·
1940 ·
1941 ·
1942 ·
1943 · 
1944 ·
1945 ·
1946 ·
1947 ·
1948 ·
1949 ·
1950 ·
1951 ·
1952 ·
1953 ·
1954 ·
1955 ·
1956 ·
1957 ·
1958 ·
1959 ·
1960 ·
1961 ·
1962 ·
1963 ·
1964 ·
1965 ·
1966 ·
1967 ·
1968 ·
1969 ·
1970 ·
1971 ·
1972 ·
1973 ·
1974 ·
1975 ·
1976 ·
1977 ·
1978 ·
1979 ·
1980 ·
1981 ·
1982 ·
1983 ·
1984 ·
1985 ·
1986 ·
1987 ·
1988 ·
1989 ·
1990 ·
1991 ·
1992 ·
1993 ·
1994 ·
1995 ·
1996 ·
1997 ·
1998 ·
1999 ·
2000 ·
2001 ·
2002 ·
2003 ·
2004 ·
2005 ·
2006 ·
2007 ·
2008 ·
2009 ·
2010 ·
2011 ·
2012 ·
2013 ·
2014 ·
2015 ·
2016 ·
2017 ·
2018 ·
2019 ·
2020 ·
2021
 South African Open Championship ·
 Alfred Dunhill Championship ·
 Nedbank Golf Challenge ·
 Hong Kong Open ·
 Nelson Mandela Championship ·
 Volvo Golf Champions ·
 Abu Dhabi Golf Championship ·
 Commercialbank Qatar Masters ·
 Dubai Desert Classic ·
 Joburg Open ·
 Africa Open ·
 WGC-Accenture Match Play Championship ·
 Tshwane Open ·
 WGC-Cadillac Championship ·
 Trophée Hassan II ·
 EurAsia Cup ·
 NH Collection Open ·
 The Masters ·
 Maybank Malaysian Open ·
 Volvo China Open ·
 The Championship at Laguna National ·
 Madeira Islands Open ·
 Open de España ·
 BMW PGA Championship ·
 Nordea Masters ·
 Lyoness Open ·
 US Open ·
 Iers Open ·
 BMW International Open ·
 Open de France ·
 Scottish Open ·
 The Open Championship ·
 M2M Russian Open ·
 WGC-Bridgestone Invitational ·
 US PGA Championship ·
 Made in Denmark ·
 D+D Real Czech Masters ·
 Italiaans Open ·
 European Masters ·
 KLM Open ·
 Wales Open ·
 Ryder Cup ·
 Alfred Dunhill Links Championship ·
 Portugal Masters ·
 Volvo World Match Play Championship ·
 Perth International ·
 BMW Masters ·
 WGC-HSBC Champions ·
 Turks Open ·
 Dubai World Championship